# Vesna Bugarski
Vesna Bugarski (Szarajevó, 1930. május 2. – Szarajevó, 1992. augusztus 22.) építész, az első női építész Bosznia-Hercegovinában.

## Élete
Belgrádban kezdte tanulmányait, ahol az egyetlen nő volt, aki építészetet tanult, majd miután Szarajevóban is létesült építészet szak, itt szerzett oklevelet 1964-ben. Az első munkahelyei a szarajevói Prosperitet tervezőiroda volt. Ezt követően több éven át Dániában dolgozott, ahol belsőépítészetre szakosodott. Visszatérve Szarajevóba, faliszőnyegeket kezdett készíteni, emellett folytatta belsőépítészi tevékenységét. 1992. augusztusban a polgárháború során hunyt el, amikor a piacról hazafelé tartva eltalálta egy gránát. 
Szarajevóban található munkáinak többsége megsemmisült a háború alatt.

## Fordítás
- Ez a szócikk részben vagy egészben  a   Vesna Bugarski című angol Wikipédia-szócikk ezen változatának fordításán alapul.  Az eredeti cikk szerkesztőit annak laptörténete sorolja fel. Ez a jelzés csupán a megfogalmazás eredetét és a szerzői jogokat jelzi, nem szolgál a cikkben szereplő információk forrásmegjelöléseként.